# Тринідадські мангри
Тринідадські мангри (ідентифікатор WWF: NT1436) — неотропічний екорегіон мангрових лісів, розташований на Тринідаді і Тобаго.

## Географія
Екорегіон тринідадських мангрів охоплює ділянки мангрових лісів, поширені на узбережжі острова Тринідад, п'ятого за площею острова Карибів, розташованого між Карибським морем на заході та Атлантичним океаном на сході. Острів Тринідад має материкове походження: він лежить на континентальному шельфі, лише за 20 км від узбережжя Венесуели. З південного сходу на острів впливає Південна Пасатна течія, а з південного заходу — річковий стік Ориноко, який знижує солоність води та збагачує її поживними речовинами.
Тринідадські мангри переважно зустрічаються у заболочених гирлах річок та у прибережних лагунах, у районах, де припливно-відпливні коливання підтримують баланс прісної та солоної води. Найбільша ділянка мангрових лісів на Тринідаді зосереджена у болоті Наріва — постійній солонуватій лагуні на східному узбережжі острова. Лагуна відділена від моря піщаною мілиною, рівень води у ній коливається від 0,6 до 1,9 м, а солоність від 18 до 25 ‰. Другим за величиною мангровим водно-болотним угіддям регіону є болото Кароні, розташоване на північному заході острова, трохи південніше столиці Порт-оф-Спейн, там, де річка Кароні впадає у затоку Парія.
Мангри Тринідаду простягаються лише на кілька кілометрів вглиб від морського узбережжя, де вони переходять у вологі ліси Тринідаду і Тобаго, за винятком мангрів болота Кароні, які переходять у сухі ліси Тринідаду і Тобаго.

## Клімат
На сході Тринідаду переважає екваторіальний клімат (Af за класифікацією кліматів Кеппена), а на заході — мусонний клімат (Am за класифікацією Кеппена). Середньорічна кількість опадів в регіоні становить приблизно 1556 мм. Вологий сезон на Тринідаді триває з червня по листопад.

## Флора
Рослинний покрив екорегіону представлений мангровими лісами, структура та видовий склад яких залежать від солоності води та ступеня затоплення територій. У деяких районах мангрові зарості виростають до 3-4 м заввишки, а у інших районах висота мангрових лісів може перевищувати 20 м. Мангри Тринідаду зустрічаються у різних умовах, від майже прісноводних до гіперсолоних. Вони тісно пов'язані з іншими прибережними екосистемами, зокрема з болотами та заболоченими лісами. На мілководді поблизу мангрових лісів часто зустрічаються коралові рифи та луки морської трави, хоча через нижчий рівень солоності різноманіття коралів у водах навколо Тринідаду є меншим, ніж у водах навколо інших Малих Антильських островів, розташованих далі на північ.
У мангрових лісах Тринідаду зустрічається сім видів мангрових дерев: червоні мангри (Rhizophora mangle), жовті мангри (Rhizophora harrisonii), розгалужені мангри (Rhizophora racemosa), чорні мангри (Avicennia germinans), мангри Шауера (Avicennia schaueriana), білі мангри (Laguncularia racemosa) та прямі конусоплідні мангри (Conocarpus erectus). Чорні мангри (Avicennia germinans) та розгалужені мангри (Rhizophora racemosa) утворюють найвищі насадження, які досягають 23 та 17 м заввишки відповідно.
Червоні мангри (Rhizophora mangle) є найпоширенішим видом мангрових дерев на Тринідаді. Жовті мангри (Rhizophora harrisonii) та розгалужені мангри (Rhizophora racemosa) більш поширені в болотах на східному узбережжі острова, білі мангри (Laguncularia racemosa) та прямі конусоплідні мангри (Conocarpus erectus) частіше поширені у невеликих насадженнях, а мангри Шауера (Avicennia schaueriana) в екорегіоні зустрічаються відносно рідко. Різні види ризофор (Rhizophora spp.) найчастіше зустрічаються уздовж країв припливних каналів, іноді разом з чорними манграми (Avicennia germinans), які утворюють чисті насадження за смугою піщаних валів. Білі мангри (Laguncularia racemosa) мають нерівномірне поширенні, мангри Шауера (Avicennia schaueriana) частіше зустрічаються у більш посушливих районах, а прямі конусоплідні мангри (Conocarpus erectus) — на окраїнах боліт та вздовж штучних каналів. 
Окрім мангрових дерев, в екорегіоні зустрічаються й інші види рослин, пов'язані з сусідними екосистемами. У солонуватих болотах зустрічаються мінливі ситняги (Eleocharis mutata), запашні смикавці (Cyperus odoratus), звичайний очерет (Phragmites australis) та різні види фімбрістілісів (Fimbristylis spp.), у заболочених лісах — кулясті симфонії (Symphonia globulifera), суринамські віроли (Virola surinamensis) та криваві драконові дерева (Pterocarpus officinalis), а на прісноводних болотах — велетенські смикавці (Cyperus giganteus), стрілолистий очерет (Gynerium sagittatum) та моко-моко (Montrichardia arborescens).

## Фауна
Мангрові ліси Тринідаду є важливим середовищем існування для численних морських і прісноводних видів риб та безхребетних тварин, таких як мангрові устриці (Crassostrea rhizophorae), а також для багатьох видів водоплавних та коловодних птахів та плазунів. Серед птахів, поширених у мангрових лісах екорегіону, слід відзначити велику чепуру (Ardea alba), блакитну чепуру (Egretta caerulea), мангрову чаплю (Butorides striata), чорногорлого квака (Nyctanassa violacea), бурого пелікана (Pelecanus occidentalis), червоного ібіса (Eudocimus ruber), червоного фламінго (Phoenicopterus ruber), гвіанського пастушка (Aramides axillaris), пастушка-тріскунця (Rallus longirostris), червонодзьобого свистача (Dendrocygna autumnalis), мангрового кукліло (Coccyzus minor), венесуельського амазона (Amazona amazonica), тринідадського амазона (Amazona ochrocephala), тринідадського ерміта (Phaethornis longuemareus), золотистого пісняра-лісовика (Setophaga petechia) та мангрового тамаруго (Conirostrum bicolor).
Серед ссавців, поширених у тринідадських манграх, слід відзначити ошийникового пекарі (Dicotyles tajacu), гвіанського ревуна (Alouatta macconnelli), тринідадського білолобого капуцина (Cebus trinitatis) та ракуна-крабоїда (Procyon cancrivorus). У лагуни регіону іноді запливають американські ламантини (Trichechus manatus), які живляться водною рослинністю. Герпетофауна екорегіону включає крокодилового каймана (Caiman crocodilus), звичайну ігуану (Iguana iguana) та мангрового полоза (Erythrolamprus cobella).

## Збереження
Мангровим лісам екорегіону загрожує вирубка та перетворення на сільськогосподарські угіддя, забруднення води внаслідок промислової і сільськогосподарської діяльності, надмірний вилов риби, креветок та молюсків, а також можливі розливи нафти. Один з найбільших розливів нафти за всю історію стався у 1979 році внаслідок аварії танкера за 30 км на північний схід від Тобаго, в результаті якого у море вилилося 90 000 тон нафти. Основними природоохоронними територіями екорегіону є Лісовий заповідник Наріва та Пташиний заказник Кароні.